# Japanagromyza yanoi
Japanagromyza yanoi är en tvåvingeart som först beskrevs av Mitsuhiro Sasakawa 1955.  Japanagromyza yanoi ingår i släktet Japanagromyza och familjen minerarflugor. Inga underarter finns listade i Catalogue of Life.